# HOLAP
HOLAP (Hybrid Online Analytical Process, procesamiento analítico en línea híbrido) es una combinación de ROLAP y MOLAP, que son otras posibles implementaciones de OLAP. HOLAP permite almacenar una parte de los datos como en un sistema MOLAP y el resto como en uno ROLAP. El grado de control que el operador de la aplicación tiene sobre este particionamiento varía de unos productos a otros.

## Particionamiento vertical
En este modo, HOLAP almacena agregaciones como un MOLAP para mejorar la velocidad de las consultas, y los datos se detallan en ROLAP para optimizar el tiempo en que se procesa el cubo.

## Particionamiento horizontal
En este modo HOLAP almacena una sección de los datos, normalmente los más recientes (por ejemplo particionando por la dimensión tiempo) en modo MOLAP para mejorar la velocidad de las consultas, y los datos más antiguos en ROLAP. Además, se pueden almacenar algunos cubos en MOLAP y otros en ROLAP.

## Productos
Ejemplos de productos comerciales que soportan el modo HOLAP de almacenamiento son Microsoft Analysis Services, MicroStrategy y SAP AG BI Accelerator.